# Иконников, Иван Васильевич
Иван Васильевич Иконников (1791—1867) — русский купец, предприниматель и благотворитель, потомственный почетный гражданин, Тюменский городской голова в 1837—1839 годах.

## Биография
Родился в 1791 году в купеческой семье Иконникова Василия Спиридоновича, где получил домашнее воспитание.
Пошёл по стопам отца, был купцом 3‑й и 2‑й гильдий, в 1860 году стал купцом 1-й гильдии, владел салотопенным заводом. 
В 1815–1818 годах был ратманом городского суда. В 1819 году принимал в своем доме сибирского генерал-губернатора М. М. Сперанского. В 1828–1830 годах был городским судьёй. В 1837–1839 года – тюменский градоначальник, принимал в своем доме наследника престола Александра Николаевича (1837). Александр II переночевал в гостеприимном доме Иконниковых в ночь с 31 мая на 1 июня, а утром отправился в дальнейший путь в столицу губернии – город Тобольск.
Занимался благотворительностью. Будучи старообрядцем поповского толка, построил в Тюмени Александровские казармы для инвалидной команды; также построил придел Иоанна Златоуста, обновил алтарь и иконостас в Знаменской церкви, где он был старостой. Жертвовал на постройку городского водопровода. За строительство Александровских казарм Иконникову была пожалована золотая медаль «За усердие» для ношения на шее на Владимирской ленте. В 1856 году был удостоен темно-бронзовой медали в память Крымской войны 1853–1856 годов, как купец, пожертвовавший «на воинские надобности» не менее десятой части своего капитала.
Умер желчной болезни 14 апреля 1867 года.
Тюменский и московский купец и писатель Николай Чукмалдин (родился в Тюмени) в книге «Мои воспоминания» посвятил страницу памяти Ивана Васильевича:

«В мои времена хранилась еще в сознании некоторых тюменцев признательная память к бывшему городскому голове И.В. Иконникову, сумевшему небольшими средствами создать обширный парк для родного города. Сад-парк развился до того, что представляет в настоящее время самое лучшее украшение города, которого тюменцы никогда не имели бы, не будь у них городского головы Иконникова. В этой роще, построенной купцом И.В.Иконниковым, бывают летом гулянья чиновников и купеческого общества. Для житья караульному и для приготовления кушанья во время гуляний заведен особый дом, при коем в 1851-1852 гг. находилась оранжерея с разными цветами, ранними весенними ягодами и др. плодами, в числе их фиги и ананасы».

В Тюмени сохранился дом Иконникова, в котором ночевал по дороге в Тобольск цесаревич Александр Николаевич, в котором в настоящее время находится музей. Здесь имеется его портрет, выполненный в масле неизвестным художником.

### Семья
Иван Васильевич Иконников был дважды женат. Первая жена — Иконникова Анна Ивановна (1801–1849), умерла от паралича. Вторая (с 1852 года) — Иконникова (урождённая Кармачева) Евдокия Яковлевна (1818–1880), вдова купца Кармачева Льва Андреевича (1847–1852), купчиха 1‑й гильдии, домовладелица, потомственная почетная гражданка, попечительница Тюменского женского приходского училища, член попечительского совета тюменской женской прогимназии.
20 октября 1858 года в первом браке родился сын Иоанн, умер 18 ноября этого же года. Приемной дочерью Иконникова была Анна Ивановна (1834—1915) — впоследствии вдова купца Зайкова Павла Васильевича, затем — чиновника Смельницкого Ивана Ивановича.